# Statherotoxys

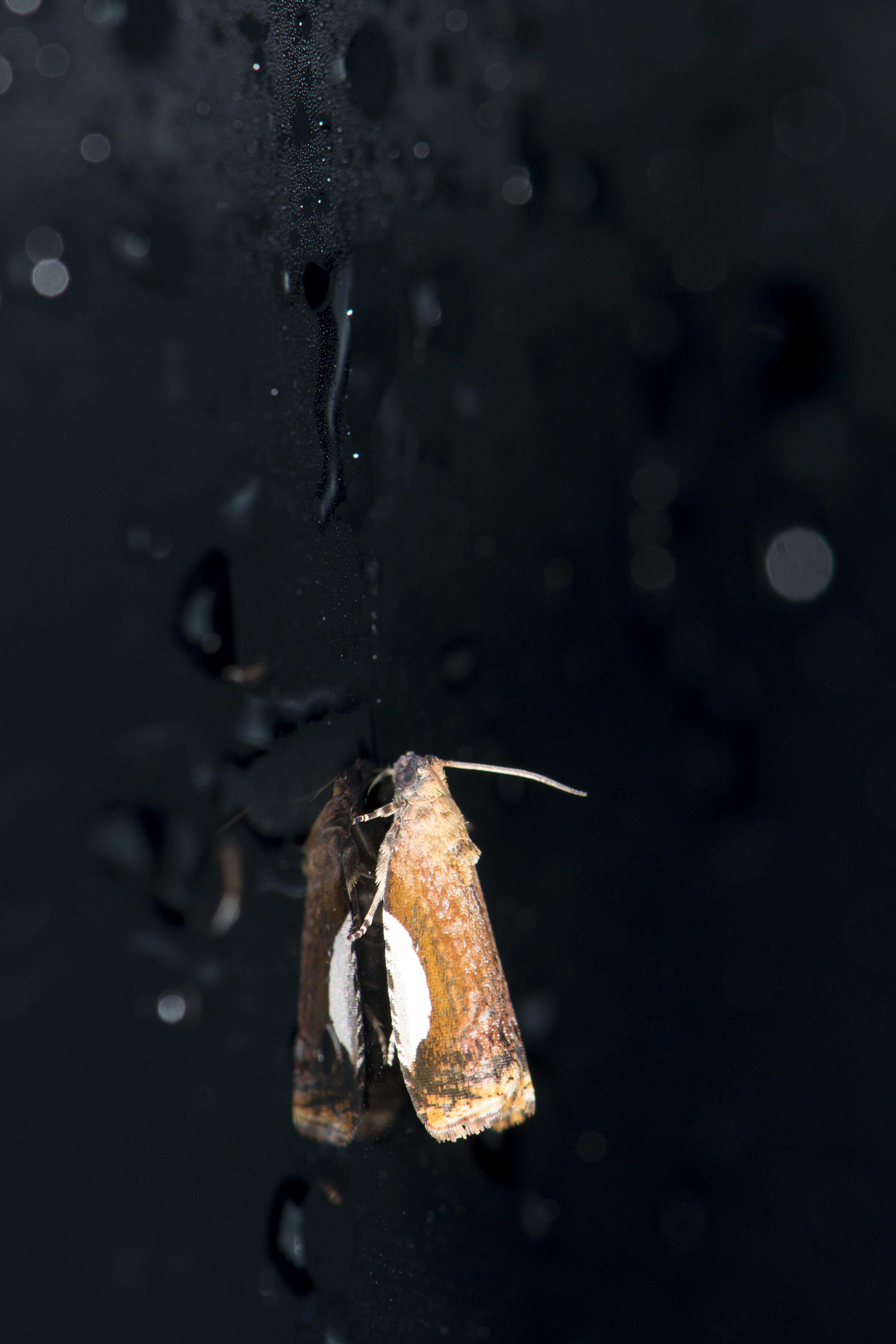
Statherotoxys hedraea

Statherotoxys is een geslacht van vlinders van de familie bladrollers (Tortricidae), uit de onderfamilie Olethreutinae.

## Soorten
- S. acrorhaga Diakonoff, 1973
- S. hedraea (Meyrick, 1905)
- S. hypochrysa Diakonoff, 1973
- S. niphophora Diakonoff, 1973
- S. pudica Diakonoff, 1973